# 真情 (小说)
《真情》（英語：The Actual）是美国作家索尔·贝娄的一部小说，由维京出版社出版于1997年。

## 情节
和贝娄的大多数小说一样，这部小说的中心，是芝加哥一群充满激情和焦虑的人们的生活。哈里·特雷尔曼与极其富有的西格蒙德·阿列茨基建立了友谊。西格蒙德的目标，是把哈利和哈利的童年情人艾米·乌斯斯特林带到一起。

## 评价
《出版者周刊》称它为“一种深情的、后期的《J·阿尔弗瑞德.普鲁弗洛克的情歌》，其中情节是次要的。” Kirkus Reviews认为这本书“诙谐”而又“锐利”，“人物勾勒生动”，但是“情节敷衍”。在《卫报》上，馬丁·艾米斯认为它 "scrupulously written".